# ان‌جی‌سی ۳۰۲

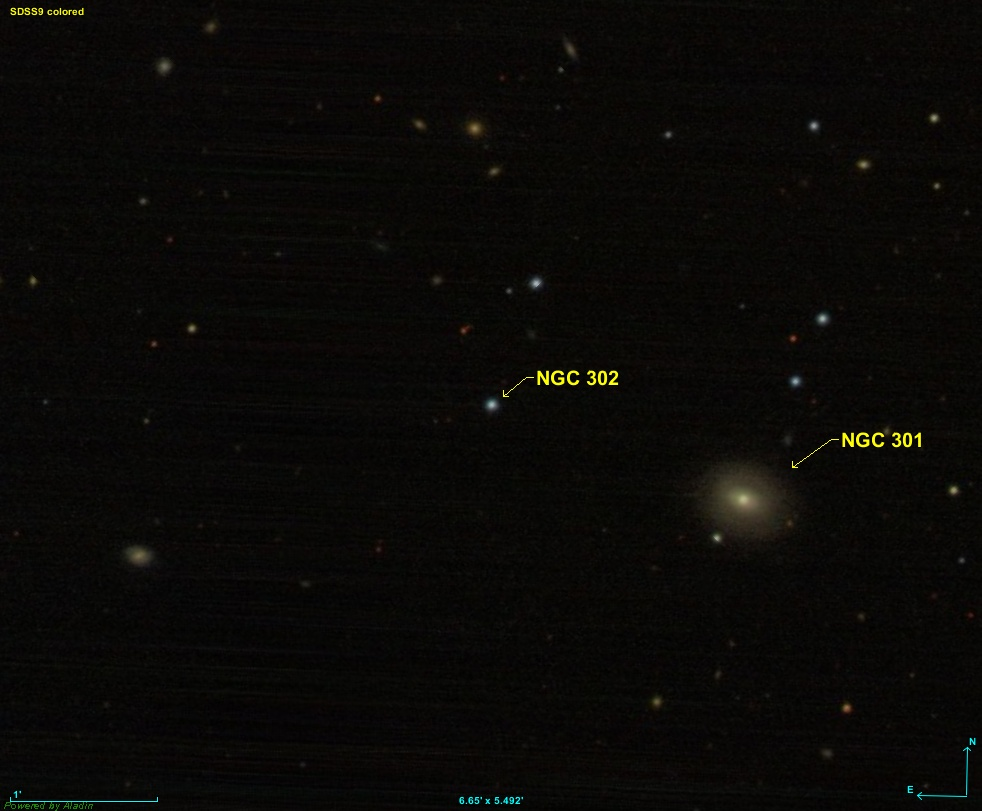
NGC 302

ان‌جی‌سی ۳۰۲ (انگلیسی: NGC 302) نام یک کهکشان است.